# كارلوس نافاس
كارلوس نافاس (بالإسبانية: Carlos Navas)‏ هو لاعب كرة قاعدة فنزويلي، ولد في 13 أغسطس 1992 في بويرتو كابيلو في فنزويلا.

## وصلات خارجية
- كارلوس نافاس على موقع دوري كرة القاعدة الرئيسي (الإنجليزية)
- كارلوس نافاس على موقعبيزبول رفرنس.كوم (الدوري الثانوي) (الإنجليزية)